# Paweł Stefan Sapieha
Pour les articles homonymes, voir Maison Sapieha.
Paweł Stefan Sapieha (né en 1565, mort le 19 juillet 1635), magnat de Pologne-Lituanie, membre de la famille Sapieha, grand écuyer de Lituanie (1593), vice-chancelier de Lituanie (1623)

## Biographie
Paweł Stefan est le fils de Bohdan Pawłowicz Sapieha (mort en 1599) et de Maryna Kapusta.
Il hérite de la propriété familiale de Halshany (en) et commande la construction du célèbre château (en). En 1580, il est présenté au roi Étienne Báthory et entre à la cour. Le 25 juin 1593, grâce au soutien de Lew Sapieha, il est nommé maître d'écurie de Lituanie. En 1600, il est envoyé au Sejm. Dans la même année, il se rend à Rome pour célébrer l'année du jubilé. Il est reçu par le pape Clément VIII. En 1604, il est de nouveau envoyé au Sejm.
Il commence sa carrière militaire, en participant aux guerres menées par la Pologne-Lituanie. Il combat dans la guerre contre le tsarat de Russie de 1609 à 1611, perdant une main lors du siège de Smolensk (en). En remerciement de ses services, il est nommé staroste de Homiel. Dans les années suivantes, il est envoyé à la Diète, en 1611 et 1619. À Halshany il fonde un monastère franciscain et une église catholique romaine, tandis qu'il ferme l'église protestante.
Le 14 février 1623, il est nommé vice-chancelier de Lituanie. Il préconise de baisser la valeur des thalers et des ducats polonais afin de réduire leurs exportations. Il accompagne le roi pendant les derniers jours de sa vie et participe à des réunions secrètes présidées par Jan Wężyk (pl), archevêque de Gniezno et primat de Pologne, en vue de l'élection de Ladislas Vasa, en février 1633.
Partisan de la paix entre la Pologne et la Suède et d'une alliance contre Moscou, il participe aux négociations du  traité de Stuhmsdorf en 1635. Il conduit ses propres troupes à la guerre de Smolensk, mais doit rapidement rentrer chez lui en raison de sa mauvaise santé.
Il meurt à Holszany, le 24 septembre 1635. Il est inhumé dans l'église qu'il a lui-même fondée.

## Mariages
En 1599, Paweł Stefan Sapieha se marie une première fois avec Regina Dybowska.
Il se marie ensuite, en 1602, avec Elżbieta Wesselinówna qui lui donne trois filles:
- Anna Katerzyna,
- Teofila,
- Krystyna Elżbieta, épouse de Jan Hieronim Chodkiewicz.

En 1618, il épouse Katarzyna Gosławska 
Il épouse enfin, en 1630, Zofia Daniłłowiczówna

## Sources
- Notices d'autorité :   - VIAF
  - Pologne

- (lt) Cet article est partiellement ou en totalité issu de l’article de Wikipédia en lituanien intitulé « Povilas Steponas Sapiega » (voir la liste des auteurs).

- (pl) Cet article est partiellement ou en totalité issu de l’article de Wikipédia en polonais intitulé « Paweł Stefan Sapieha » (voir la liste des auteurs).